# Scaphoideus brevistylus
Scaphoideus brevistylus  (лат.) — вид цикадок рода Scaphoideus из подсемейства Deltocephalinae (Cicadellidae). Япония (Honshu, Kyushu, Ryukyus).

## Описание
Цикадки размером около 5 мм: самцы 5,0—5,6 мм, самки 5,4—6,4 мм. Голова такой же ширины, что и пронотума. Основная окраска желтовато-коричневая с темными отметинами (фронтоклипеус палевый с узкой поперечной палевой полоской у переднего края; пронотум коричневато-оранжевый; мезонотум оранжевый в апикальной половине и палевый у основания). Пронотум в 2,2 раза шире своей длины, длиннее, чем мезонотум. Стройные, узкие, с довольно сильно закругленно выступающей вперед головой. Переход лица в темя закруглённый, темя узкое. Scaphoideus brevistylus был впервые описан в 2013 году в ходе ревизии региональной фауны японскими энтомологами Сатоси Камитани (Satoshi Kamitani; Entomological Laboratory, Faculty of Agriculture, Университет Кюсю, Фукуока, Япония) и Масами Хаяси (Masami Hayashi; Department of Biology, Faculty of Education, Saitama University, Сайтама, Япония). Сходен с видами Scaphoideus festivus и Scaphoideus aurantius, отличаясь от них деталями строения гениталий самца.